# Eurhynchium rappii
Eurhynchium rappii là một loài rêu trong họ Brachytheciaceae. Loài này được R.S. Williams Grout mô tả khoa học đầu tiên năm 1928.